# Лахундара
Грузия
Лахундара (груз. ლახუნდარა) — село в Харагаульском муниципалитете Грузии, историческая область Имеретия .
Расположено на северных склонах хребта Цвери-Алхапири, в долине реки Боримели (правый приток Чхеримели) на высоте 600 метров над уровнем моря в 13 километрах к западу от муниципального центра Харагаули. В пяти километрах севернее села проходит шоссе Харагаули — Зестафони.
По переписи 2014 года население составляет 365 человек, национальный состав грузины 100 %. Численность населения уменьшается, в 2002 году в селе проживало 555 человек.

## История

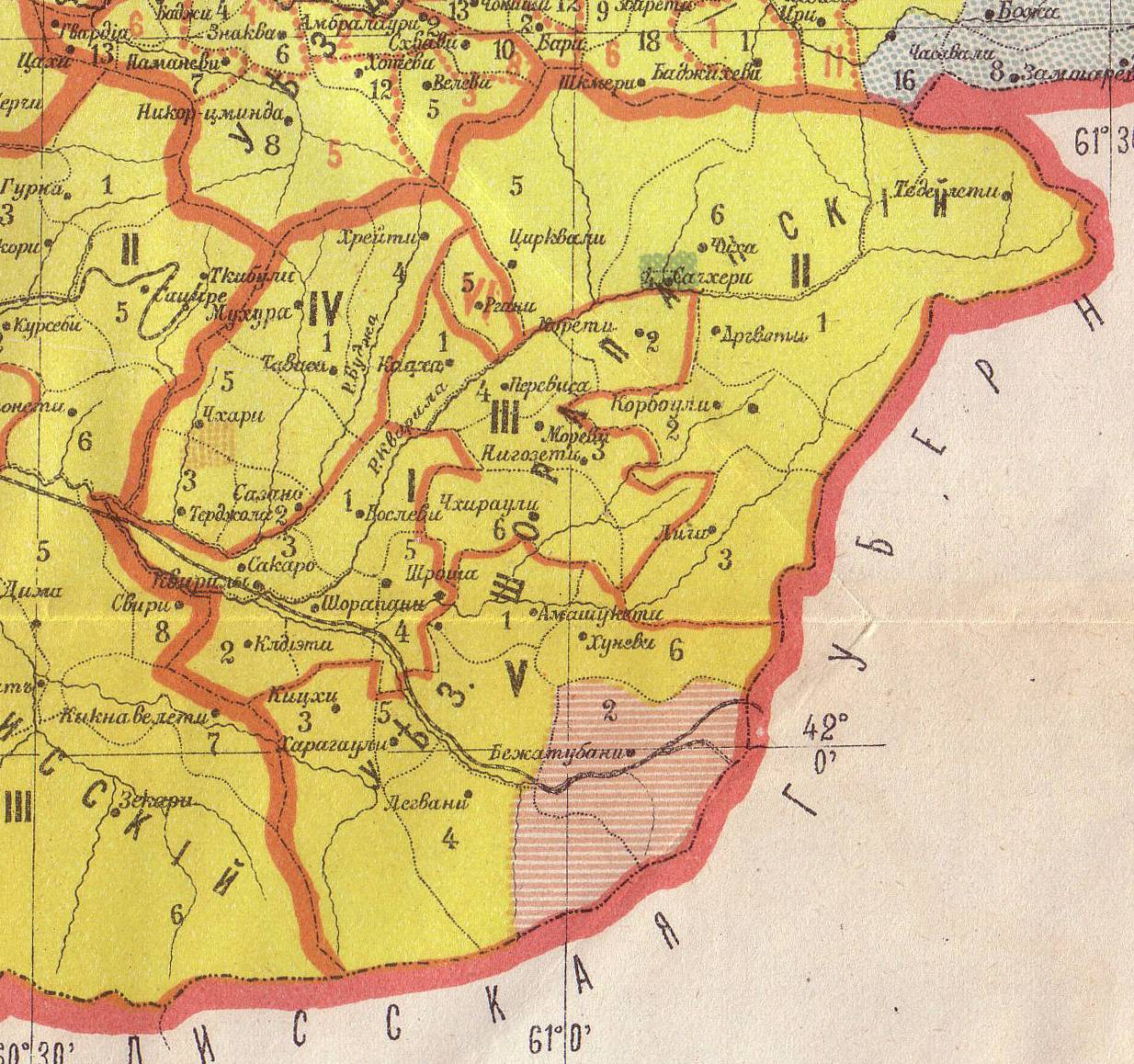
Шорапанский уезд

При российском правлении село входило в состав Шорапанского уезда Кутаисской губернии. Население — грузины, имеретинцы (около 1/3)
В 1872 году в 5 километрах севернее села прошла железнодорожная линия Поти — Тифлис.

## Экономика
Исстари местное население занималось земледелием, хлебопашеством (возделывалась пшеница, ячмень, рожь, кукуруза, гоми, просо, бобовые, с преобладанием кукурузы) и, главным образом, виноделием, причём местное вино считалось лучшим в губернии. Садоводство, шелководство, а, вследствие отсутствия пастбищ и лугов, и скотоводство развиты весьма слабо.

## Достопримечательности
Национальный парк Боржоми-Харагаули

## Известные жители
В селе родился известный грузинский советский архитектор Георгий Лежава (1903—1977).